# Relaciones Liberia-Venezuela
Las relaciones Liberia-Venezuela se refieren a las relaciones internacionales que existen entre Liberia y Venezuela.

## Historia
En 2019, durante la crisis presidencial de Venezuela, el presidente liberio George Manneh Weah criticó la violación de derechos humanos en Venezuela y la inhabilitación de la Asamblea Nacional.